# Tepexi de Rodríguez
Tepexi de Rodríguez är en ort i Mexiko.   Den ligger i kommunen Tepexi de Rodríguez och delstaten Puebla, i den sydöstra delen av landet, 160 km sydost om huvudstaden Mexico City. Tepexi de Rodríguez ligger 1 726 meter över havet och antalet invånare är 4 617.
Terrängen runt Tepexi de Rodríguez är kuperad norrut, men söderut är den platt. Runt Tepexi de Rodríguez är det ganska glesbefolkat, med 47 invånare per kvadratkilometer. Närmaste större samhälle är Molcaxac, 17,0 km norr om Tepexi de Rodríguez. Omgivningarna runt Tepexi de Rodríguez är en mosaik av jordbruksmark och naturlig växtlighet.